# Historické město roku
Historické město roku je soutěž o cenu udílenou za nejlepší realizaci Programu regenerace městských památkových rezervací a zón, pořádaná Sdružením historických sídel Čech, Moravy a Slezska, ministerstvem kultury a ministerstvem pro místní rozvoj (dříve ministerstvem hospodářství). Koná se od roku 1995.
Do každoročně pořádané soutěže se pravidelně hlásí několik desítek měst, některá i poté, co již titul získala. Finalisté získávají 100 000 korun od ministerstva kultury, dvě města z užšího finále pak ještě dalších 100 tisíc korun od ministerstva pro místní rozvoj (k roku 2016).
Ceremoniál předávání cen se koná vždy za předchozí rok okolo Mezinárodního dne památek a sídel (od roku 1983 slaven 18. dubna) na Pražském hradě. Původně se předávání cen konalo v Rytířském sále Valdštejnského paláce, od roku 1997 pak ve Španělském sále.

## Oceněná města
| Poř. | Rok  | Město              | Užší nominace                           | Ref.          |
| ---- | ---- | ------------------ | --------------------------------------- | ------------- |
| 1.   | 1994 | Svitavy            |                                         |               |
| 2.   | 1995 | Kadaň              | Třeboň                                  |               |
| 3.   | 1996 | Třeboň             | Jimramov, Klášterec nad Ohří, Štramberk |               |
| 4.   | 1997 | Kroměříž           | Budyně nad Ohří, Kutná Hora             |               |
| 5.   | 1998 | Klášterec nad Ohří | Jindřichův Hradec                       |               |
| 6.   | 1999 | Kutná Hora         | Jindřichův Hradec, Litomyšl             |               |
| 7.   | 2000 | Litomyšl           | Česká Kamenice, Loket, Prachatice       |               |
| 8.   | 2001 | Nový Jičín         | Františkovy Lázně, Prachatice           |               |
| 9.   | 2002 | Prachatice         | Chrudim, Příbor                         |               |
| 10.  | 2003 | Spálené Poříčí     | Karviná, Nové Hrady                     |               |
| 11.  | 2004 | Františkovy Lázně  | Boskovice, Česká Kamenice               |               |
| 12.  | 2005 | Česká Kamenice     | Uherské Hradiště, Polná                 |               |
| 13.  | 2006 | Polná              | Cheb, Štramberk                         |               |
| 14.  | 2007 | Jindřichův Hradec  | Štramberk, Jindřichův Hradec            |               |
| 15.  | 2008 | Šternberk          | Beroun, Jilemnice                       |               |
| 16.  | 2009 | Beroun             | Jilemnice, Uherské Hradiště             |               |
| 17.  | 2010 | Znojmo             | Polička, Prachatice                     |               |
| 18.  | 2011 | Uherské Hradiště   | Kutná Hora, Chrudim                     |               |
| 19.  | 2012 | Jilemnice          | Cheb, Příbor                            |               |
| 20.  | 2013 | Chrudim            | Boskovice, Praha 2                      |               |
| 21.  | 2014 | Cheb               | Praha 1, Jičín                          |               |
| 22.  | 2015 | Přibor             | Jičín, Litoměřice                       |               |
| 23.  | 2016 | Jičín              | Prachatice, Štramberk                   |               |
| 24.  | 2017 | Slavonice          | Brtnice, Vysoké Mýto                    |               |
| 25.  | 2018 | Brtnice            | Frenštát pod Radhoštěm, Klatovy         |               |
| 26.  | 2019 | Štramberk          | Nový Bor, Soběslav                      | [ 3 ] [ 4 ]   |
| 27.  | 2020 | Havlíčkův Brod     | Kutná Hora, Žatec                       | [ 5 ] [ 6 ]   |
| 28.  | 2021 | Boskovice          | Loket, Telč                             | [ 7 ] [ 8 ]   |
| 29.  | 2022 | Vysoké Mýto        | Valašské Meziříčí, Žatec                | [ 9 ] [ 10 ]  |
| 30.  | 2023 | Žatec              | Jablonec nad Nisou, Moravské Budějovice | [ 11 ] [ 12 ] |
| 31.  | 2024 | Moravská Třebová   | Nové Město nad Metují, Praha 1          | [ 13 ]        |

Po získání titulu nemůže žádné město pět let soutěžit. Ani jedno město dosud nezískalo titul dvakrát. Již dvakrát se ale stalo, že se po povinné pauze dostal vítěz znovu do finále: Kutná Hora a Prachatice.